# Осада Тианы
Осада Тианы (греч. Πολιορκία των Τυάνων) произошла в 707—708 или 708—709 годах. Византийская крепость Тиана на протяжении девяти месяцев выдерживала осаду арабской армии под командованием Масламы, но была вынуждена капитулировать.

Арабо-византийское пограничье в 8-10 веках

В ответ на тяжелое поражение в 706 году войск Омейядов от армии Византийской империи, арабская армия вторглась на территорию Византии и летом осадила город Тиану. Расположенная примерно в 30 км к северу от Киликийских ворот, Тиана лежала на главной дороге между Константинополем и Левантом. Арабы стали обстреливать город из баллист и катапульт, и им удалось разрушить часть стен. Защитникам удалось отразить несколько атак. Осада затянулась до зимы, и арабы начали страдать от нехватки продовольствия.
Весной следующего года император Юстиниан II, несмотря на отчаянное положение армии, понёсшей большие потери в войне с болгарами, послал на помощь Тиане армию под командованием двух стратегов — Картерука и Салиба. Регулярные войска сопровождались вооруженными крестьянами, которых было много, но они были совершенно неопытны. Когда армия, прибывшая на помощь, приблизилась к Тиане, она подверглась нападению арабов и была разгромлена в последовавшем сражении. По мнению Феофана Исповедника, это произошло из-за разногласий между двумя стратегами.
Византийцы потеряли в битве несколько тысяч солдат, еще тысячи были взяты в плен. Арабы захватили византийский обоз, а также продовольствие, которое привезли для осажденного города, что позволило им продолжить осаду. Жители Тианы были в отчаянии и начали переговоры о капитуляции. Арабы пообещали им свободный выход, и после девяти месяцев осады город сдался. Феофан сообщает, что арабы нарушили свое обещание и поработили всех жителей, но об этом не упоминается ни в одном другом источнике. Разграбив город, арабы сравняли его с землей.
Хотя в последовавшем вторжении, продолжавшемся следующее десятилетие, Омейяды смогли захватить Киликию и Мелитену и разрушить византийские крепости, но они так и не смогли прочно обосноваться к западу от гор Тавр, которые на протяжении следующих двух столетий обозначали византийско-арабскую границу.